# Musée Charles-de-Bruyères
Le musée Charles-de-Bruyères est l'un des deux musées de Remiremont (Vosges).

## Histoire
Le musée est hébergé sur deux étages dans un hôtel particulier du XVIIIe siècle que l'avocat Charles de Bruyères (1823-1905) légua à sa ville natale, en même temps que sa collection de peintures et de souvenirs historiques liés à l'abbaye de Remiremont. Lui-même issu d'une famille d'ancienne noblesse, il avait réuni de nombreux portraits de chanoinesses, d'abbesses, de ducs de Lorraine et d'aristocrates.

## Collections permanentes

### Histoire de Remiremont

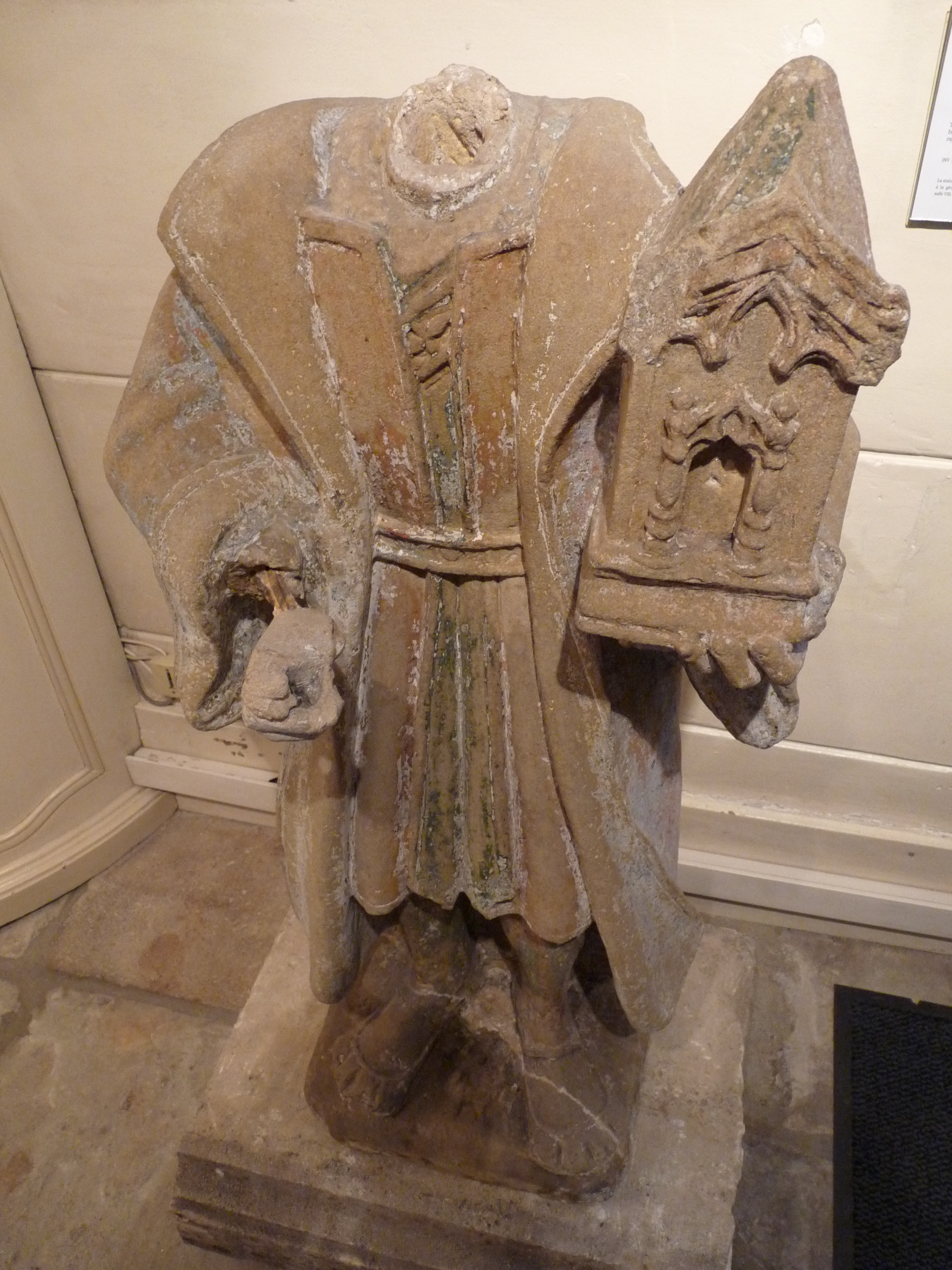
Statue de Saint Romaric (XVIe siècle)
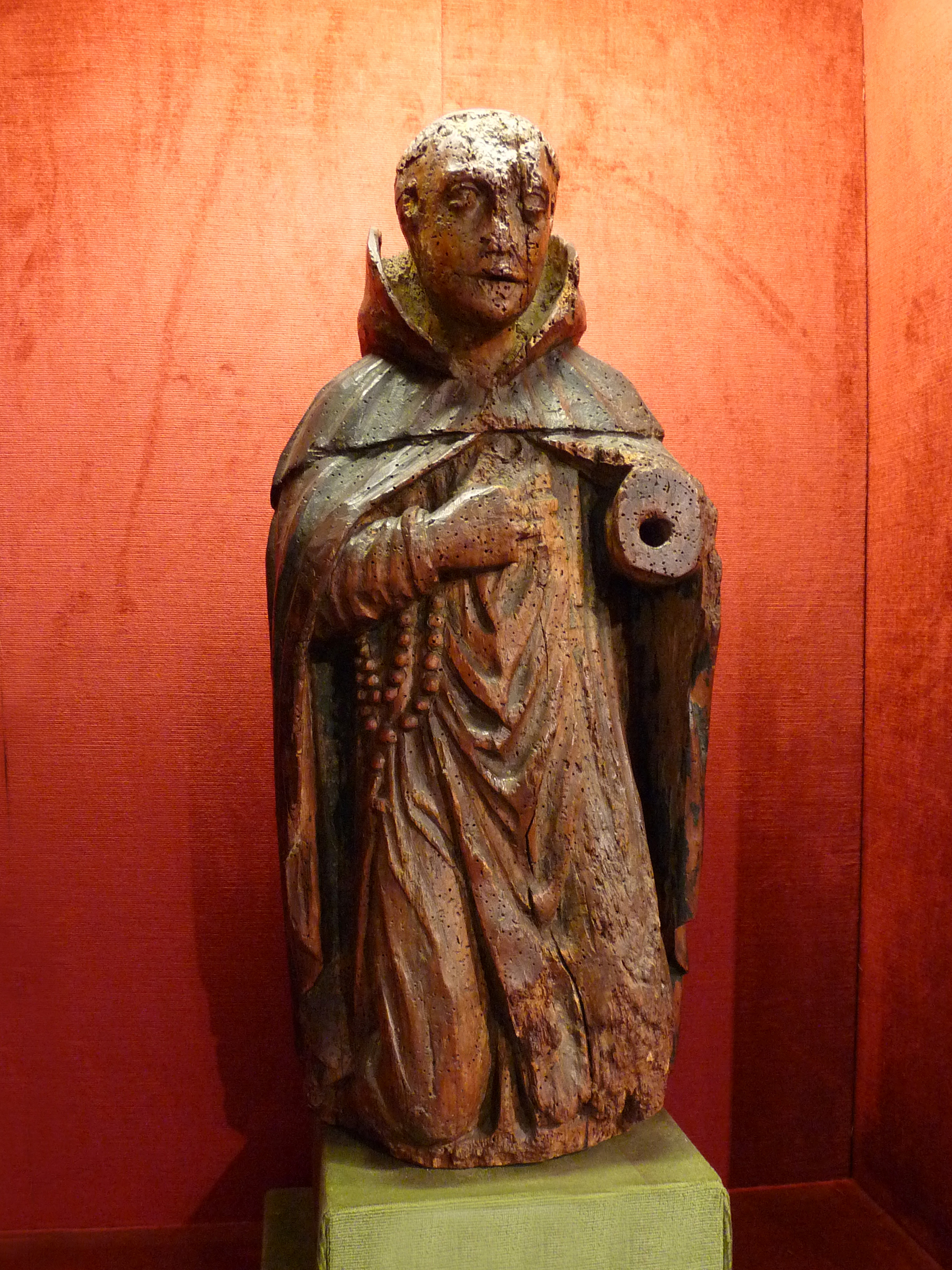
Statue de Saint Amé (XVIIe siècle)
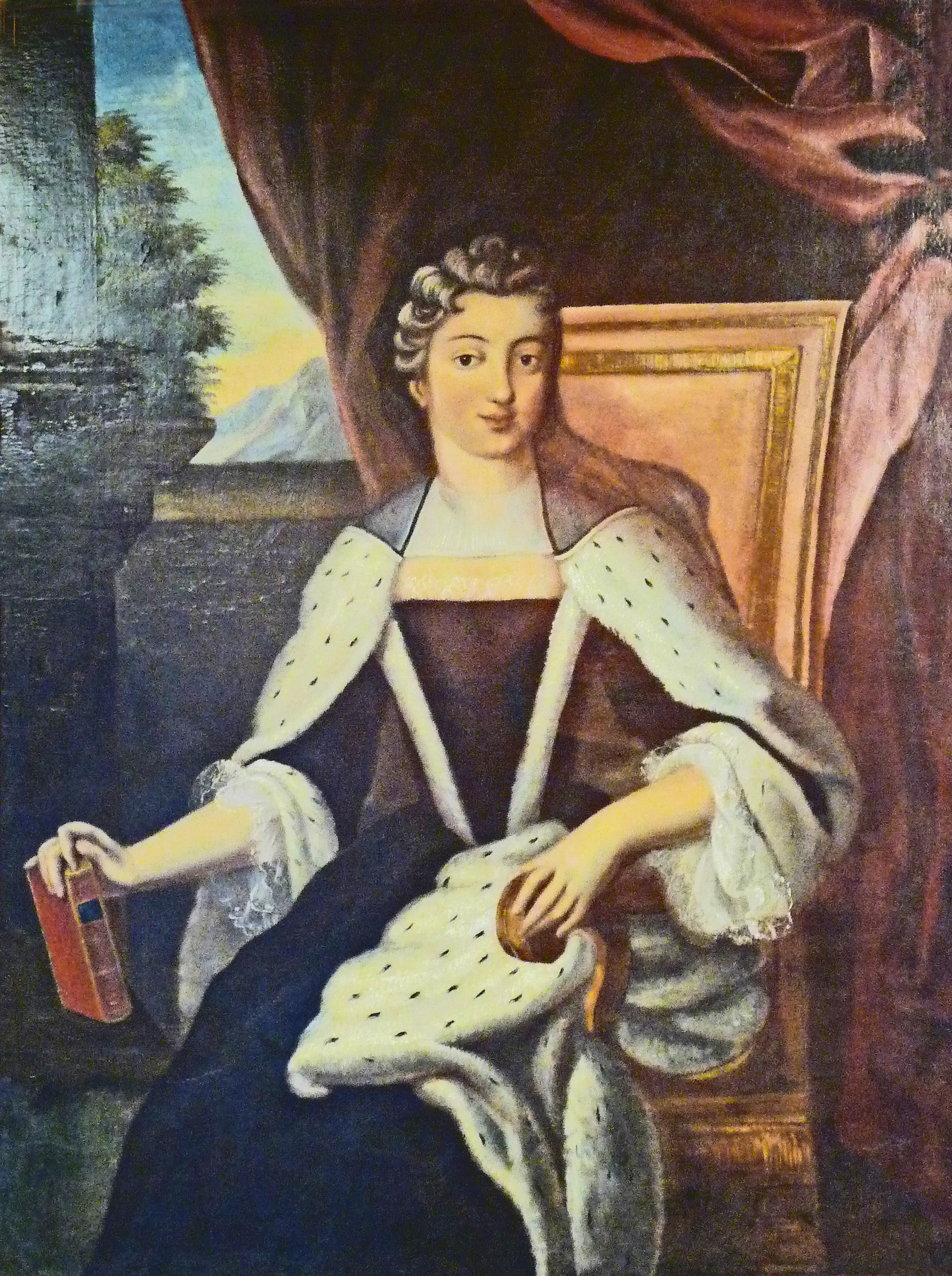
Portrait de Béatrix Hieronyme de Lorraine-Lillebonne, abbesse de Remiremont (XVIIIe siècle)
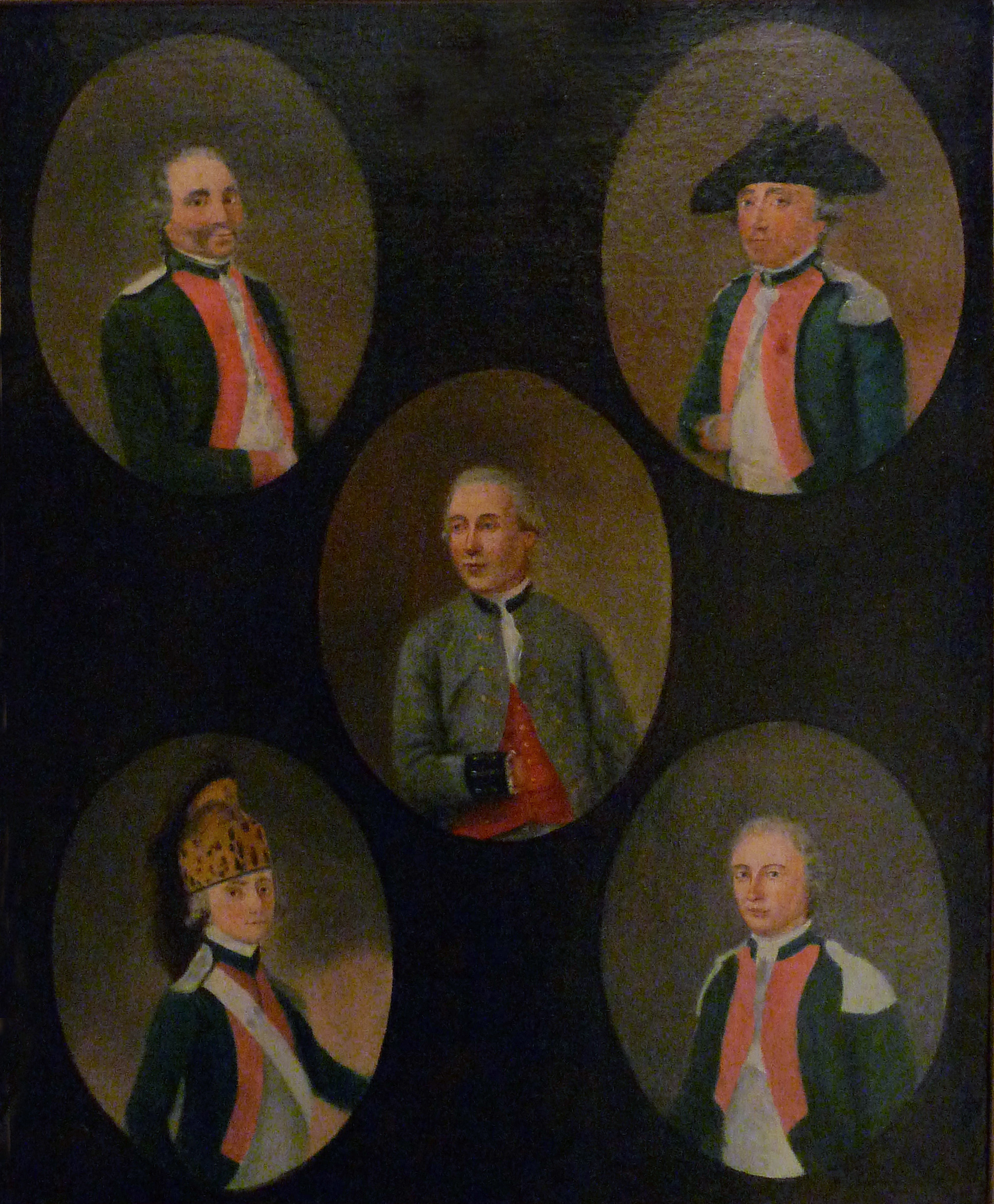
Comité de vigilance et milice bourgeoise de Remiremont (1789)

### Peinture

#### École du Nord
Le musée possède une importante collection de peintures hollandaises du XVIIe siècle, c'est-à-dire de l'Âge d'or de la peinture néerlandaise. On peut ainsi contempler une Adoration des bergers de Willem de Poorter, un Cortège de la reine de Saba et idolâtrie du roi Salomon de Rombout van Troyen, une Nature morte aux fruits et à la verrerie de Barend Vermeer, un Paysage avec ruines de château de Gillis Neyts, un Paysage boisé et animé, avec ruines de Gysbert Gillis d'Hondecoeter, un Portrait d'homme costumé à l'antique de Nicolaes Maes, un Saül et la pythonisse d'Endor évoquant l'ombre de Samuel de Benjamin Gerritsz Cuyp.

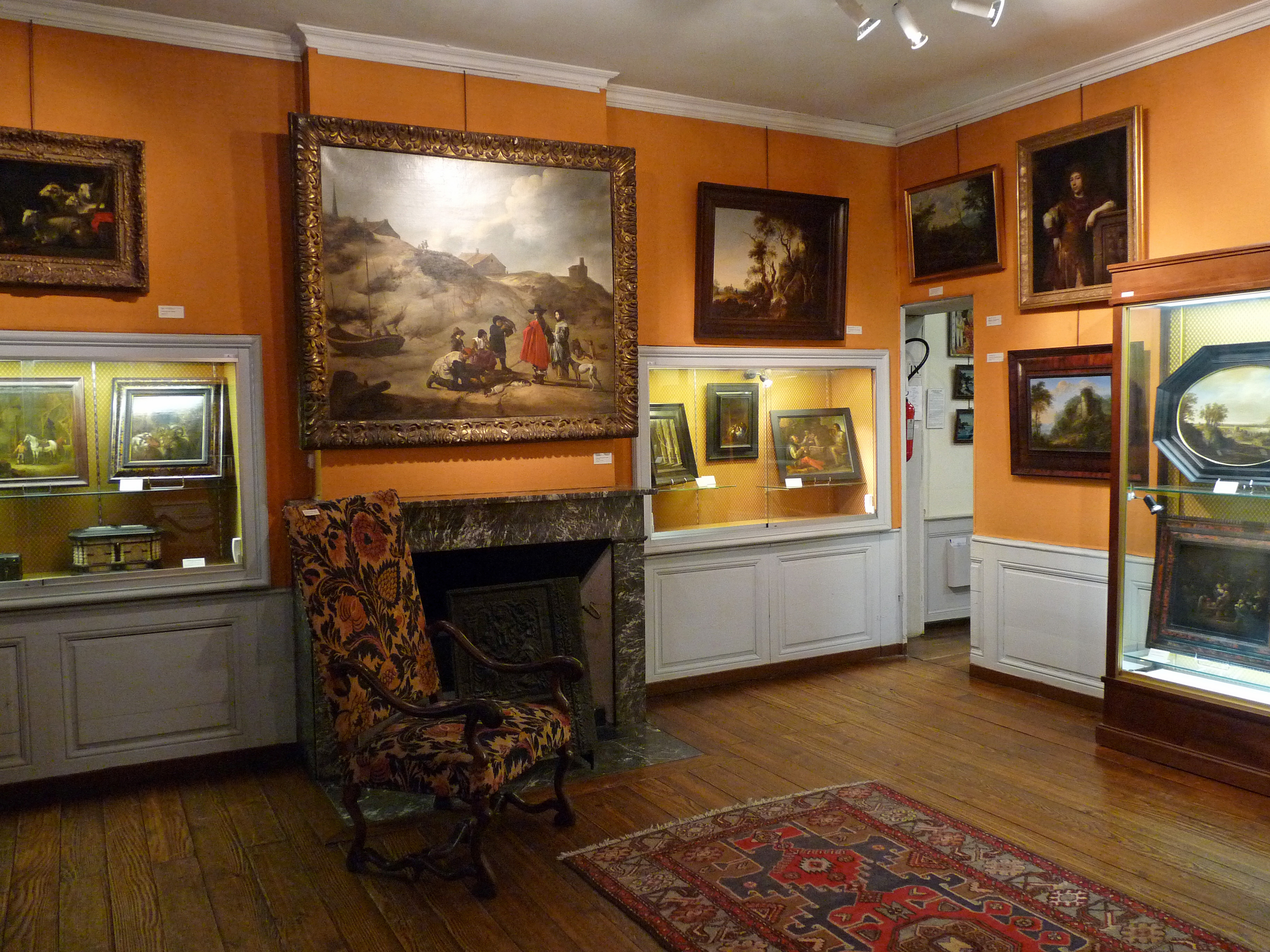
Salle consacrée à l'École du Nord
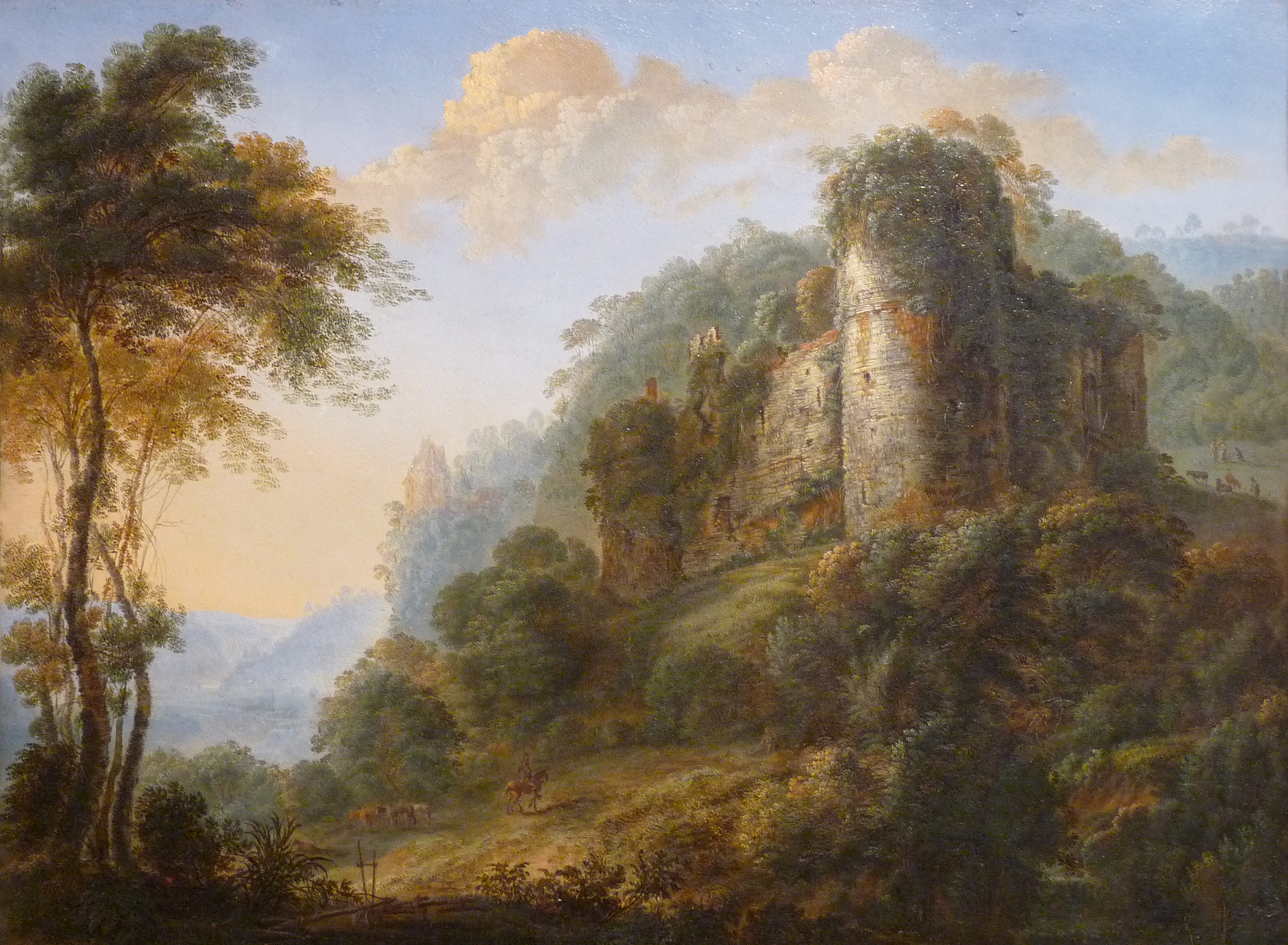
Gillis Neyts, Paysage avec ruines de château (école hollandaise du XVIIe siècle)

#### Peinture française
Les peintures françaises datent du XVIIIe siècle et surtout du XIXe siècle. Parmi elles figurent des œuvres variées, exécutées par Félix Ziem (plusieurs vues de Venise), Alexandre Antigna (La Mort du pauvre), Jules Adler (Au faubourg Saint Denis le matin, L'Armistice 1918, Le Chemineau, Un enfant de l'Assistance publique, Intérieur d'atelier, Sur les hautes chaumes) ou Gustave Courbet. On y trouve aussi deux œuvres de Roger-François Picquefeu :
- Les vieux : hospice de Remiremont
- Un intérieur

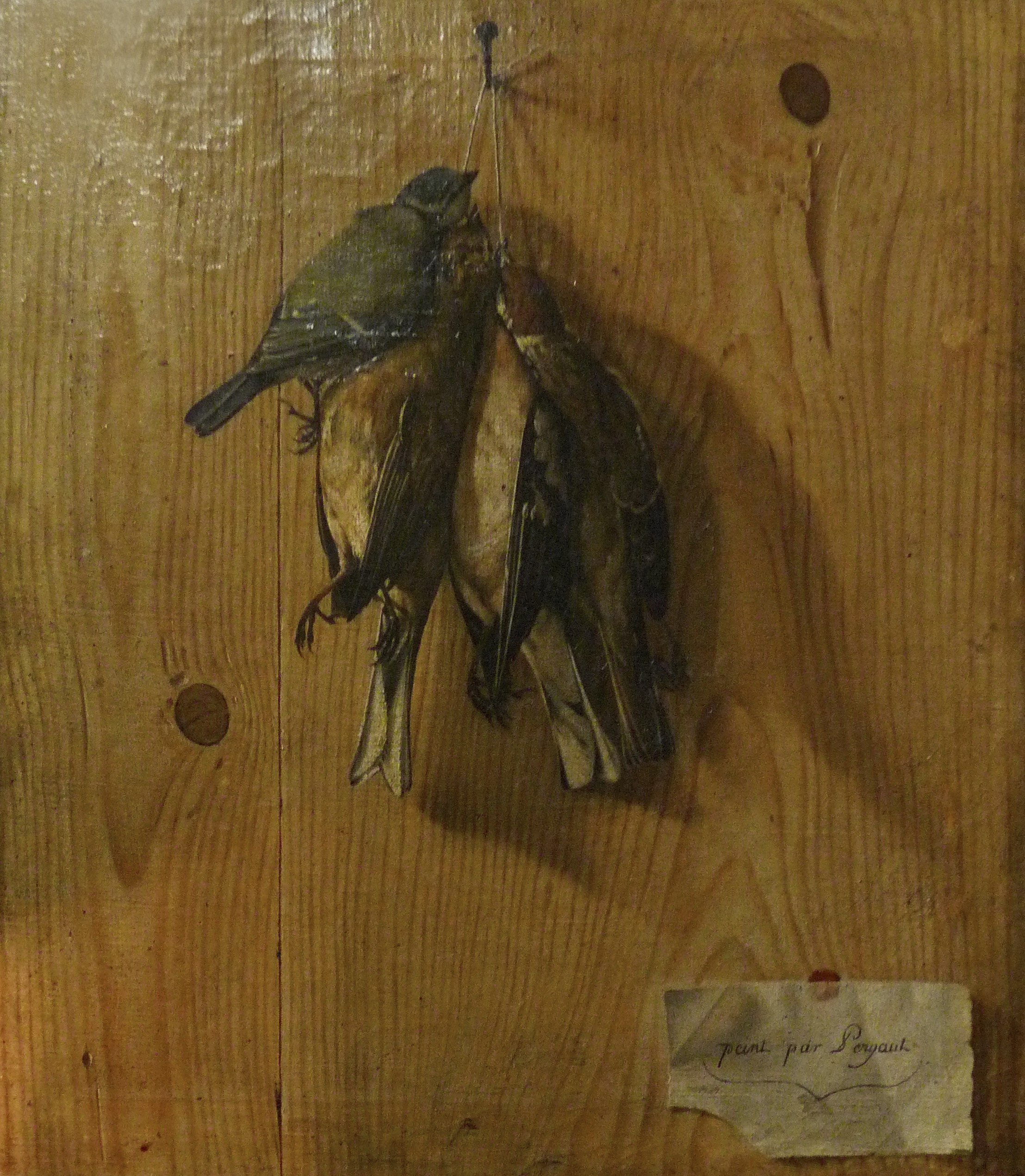
Dominique Pergaut, Trompe-l'œil aux oisillons (XVIIIe siècle)
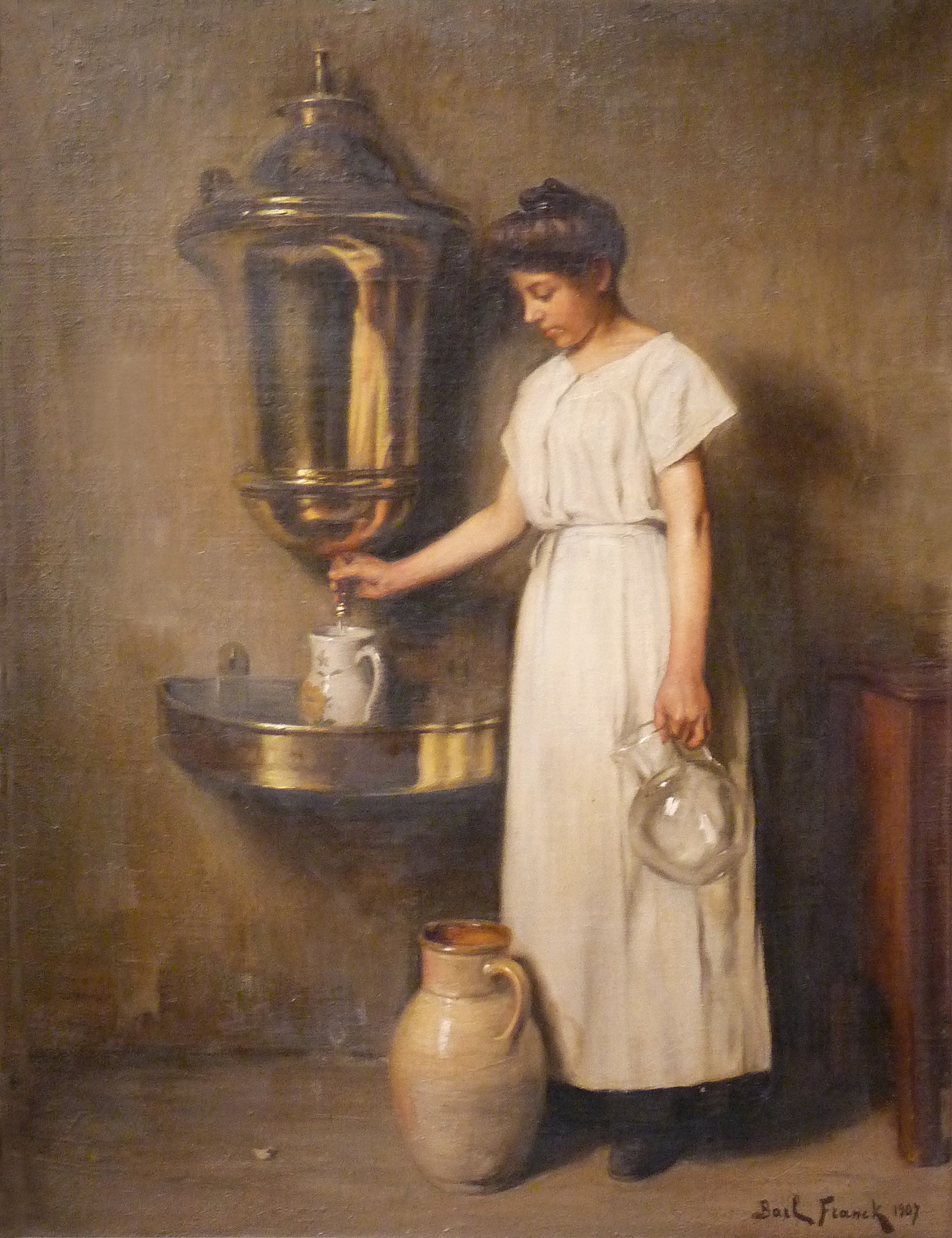
Franck Bail, Femme à la fontaine (XIXe siècle)
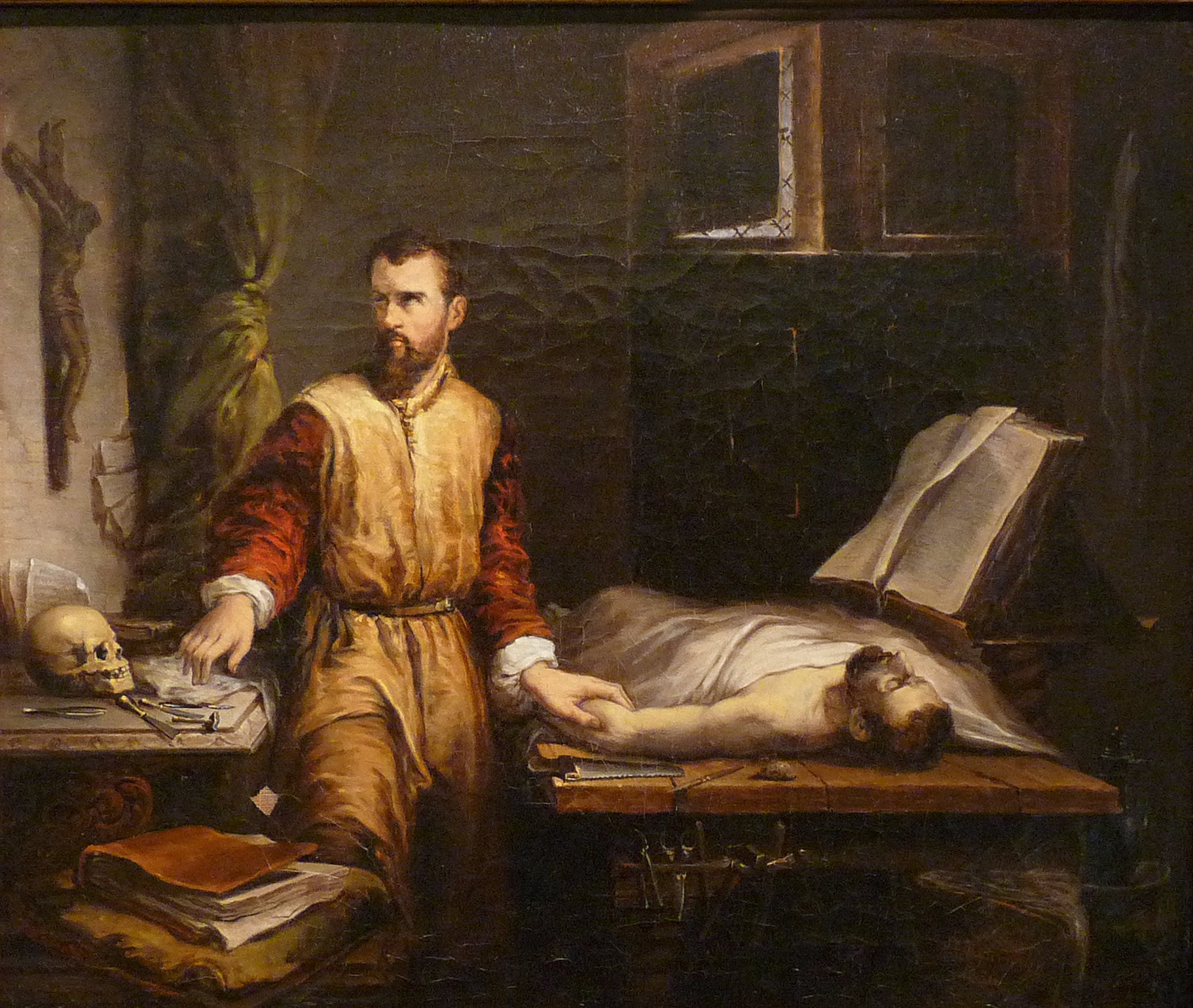
James Bertrand, André Vésale, préparation d'une dissection (1856)
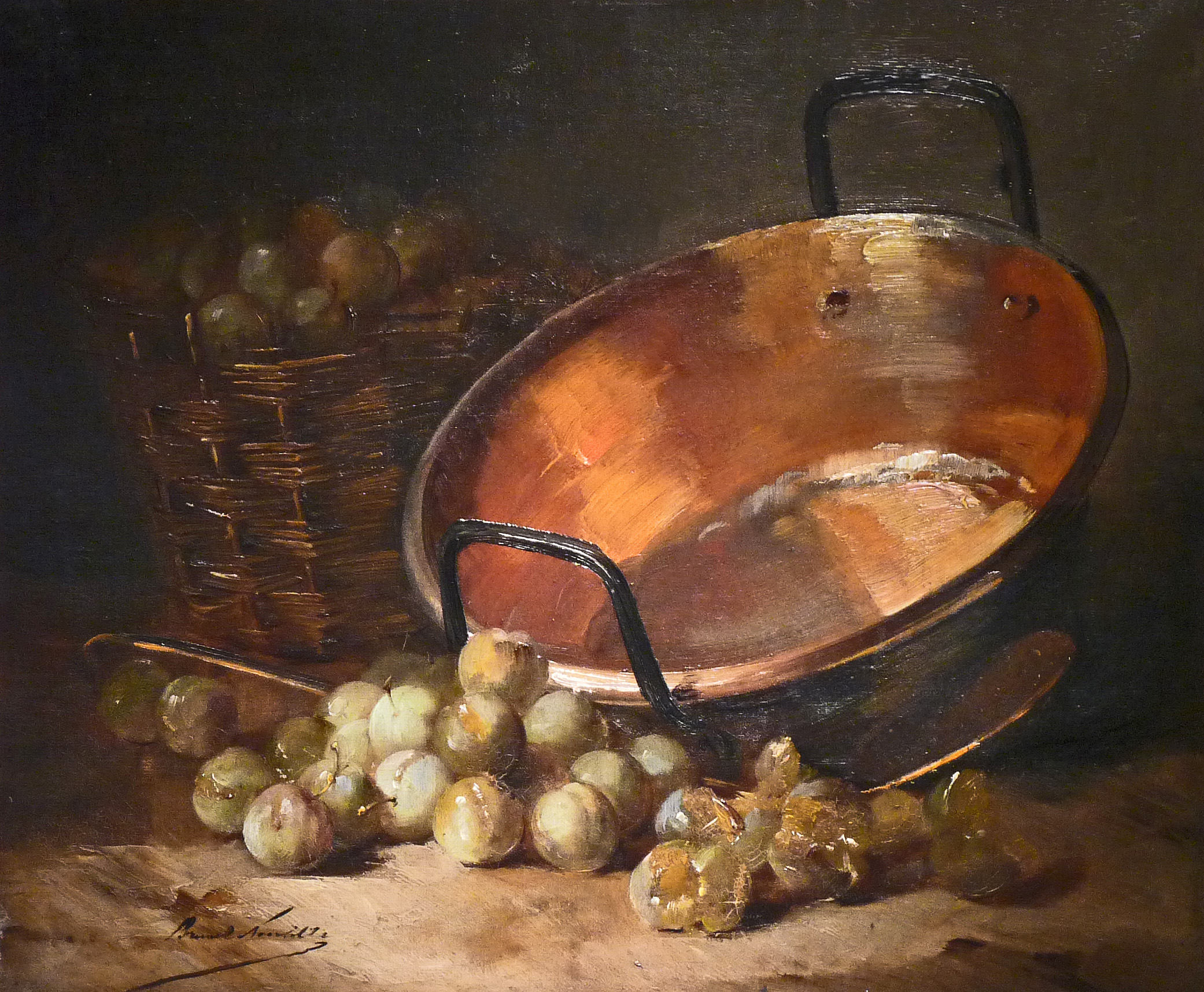
Alfred Arthur Brunel-Neuville, Chaudron et prunes
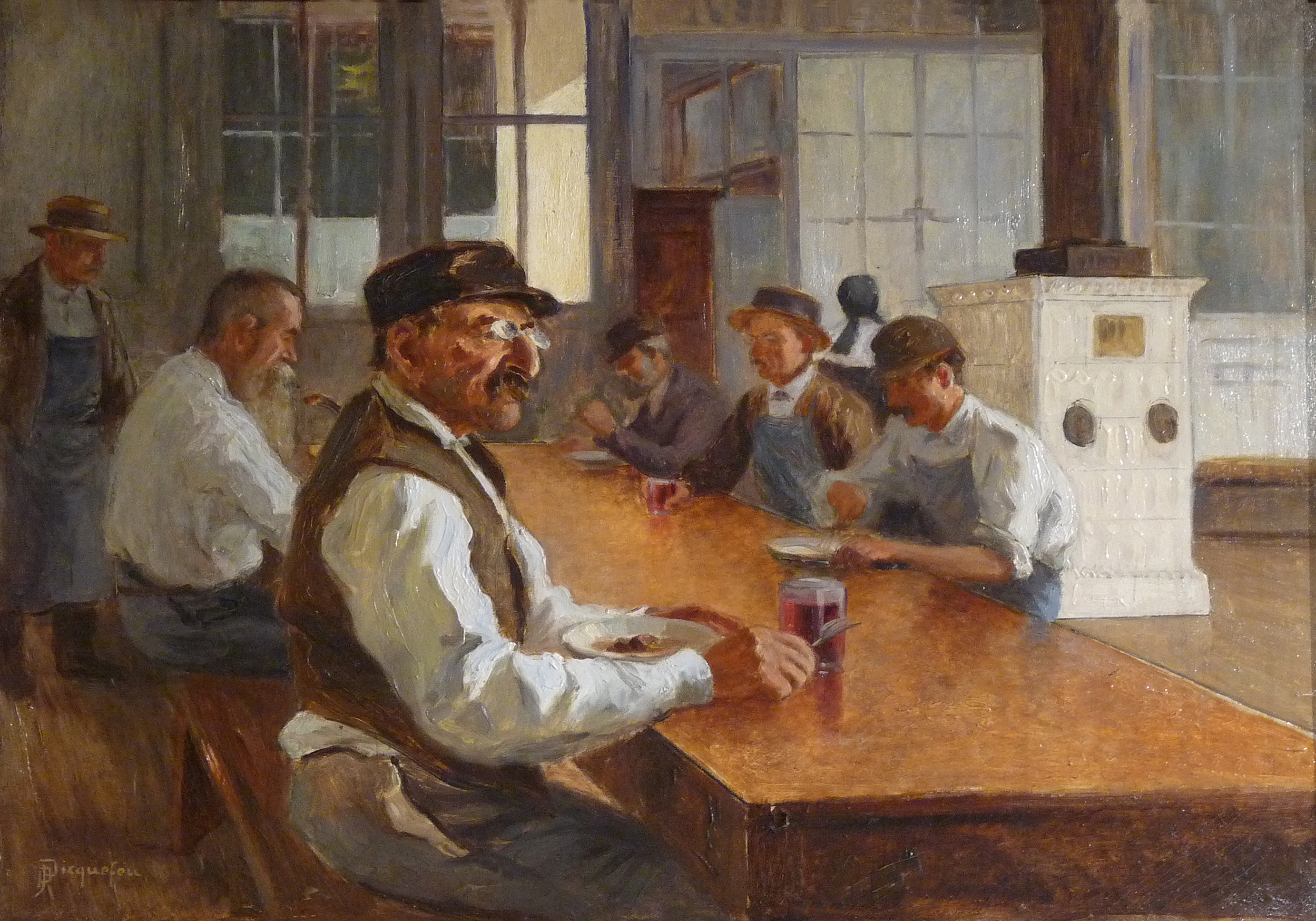
Roger-François Picquefeu, Les vieux - Hospice de Remiremont

#### Peinture vosgienne
Plusieurs salles du musée sont consacrées aux artistes vosgiens des XIXe et XXe siècle.
Originaire de Haute-Loire, Claude Nozerine (1804-1878) est un Vosgien d'adoption. Le musée expose quelques-unes de ses toiles : Le sabbat à Mabichon (montagne aux environs de Remiremont), Forêt du Girmont, La Diligence.
L'œuvre de Louis Français (1814-1897), l'enfant de Plombières-les-Bains, est particulièrement bien représentée par de nombreux paysages, des études de végétaux ou d'arbres, Peupliers près de Senlis Bord de rivière, Ruisseau dans un sous-bois, Route bordée d'arbres, Sentier bordé de fougères, Sous-bois Scène antique, ainsi que quelques personnages, dont Le Peintre de paysages, mais aussi Jeune femme italienne et Jeune femme italienne vue de dos.
Le Romarimontain Pierre Waidmann (1860-1937) est également très présent avec Bords de l'Yonne, Une cathédrale, Une chapelle, Colette Waidmann, fille de l'artiste, au bord de l'eau, Rue sous la neige, La Cueillette du houblon à Rambervillers, Sur les pentes de Parmont, Palais rose, Venise, Vue du port de Chioggia, Sainte Geneviève protégeant Paris, Crue de la Seine, janvier 1910. 

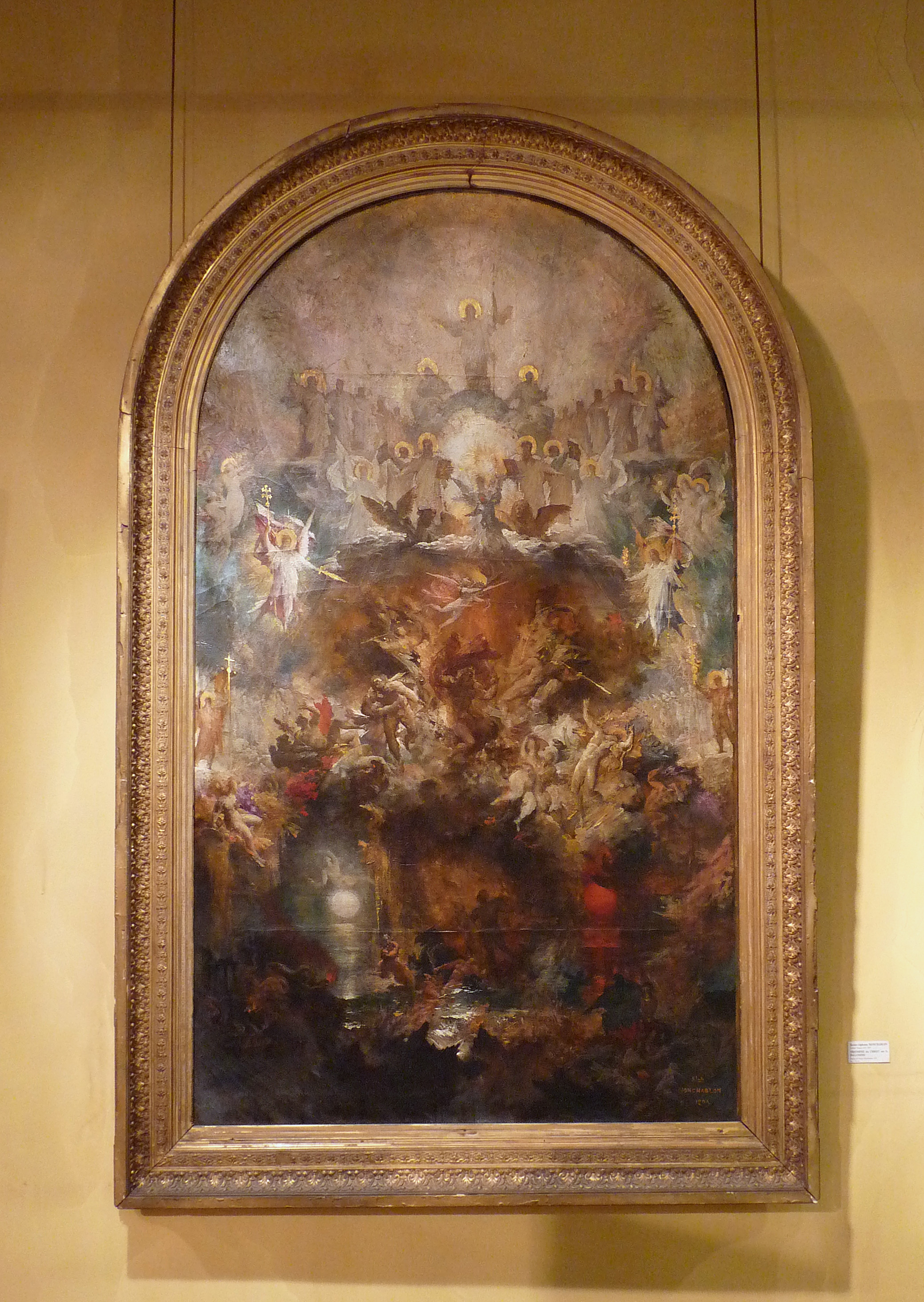
Alphonse Monchablon, Triomphe du Christ sur le paganisme
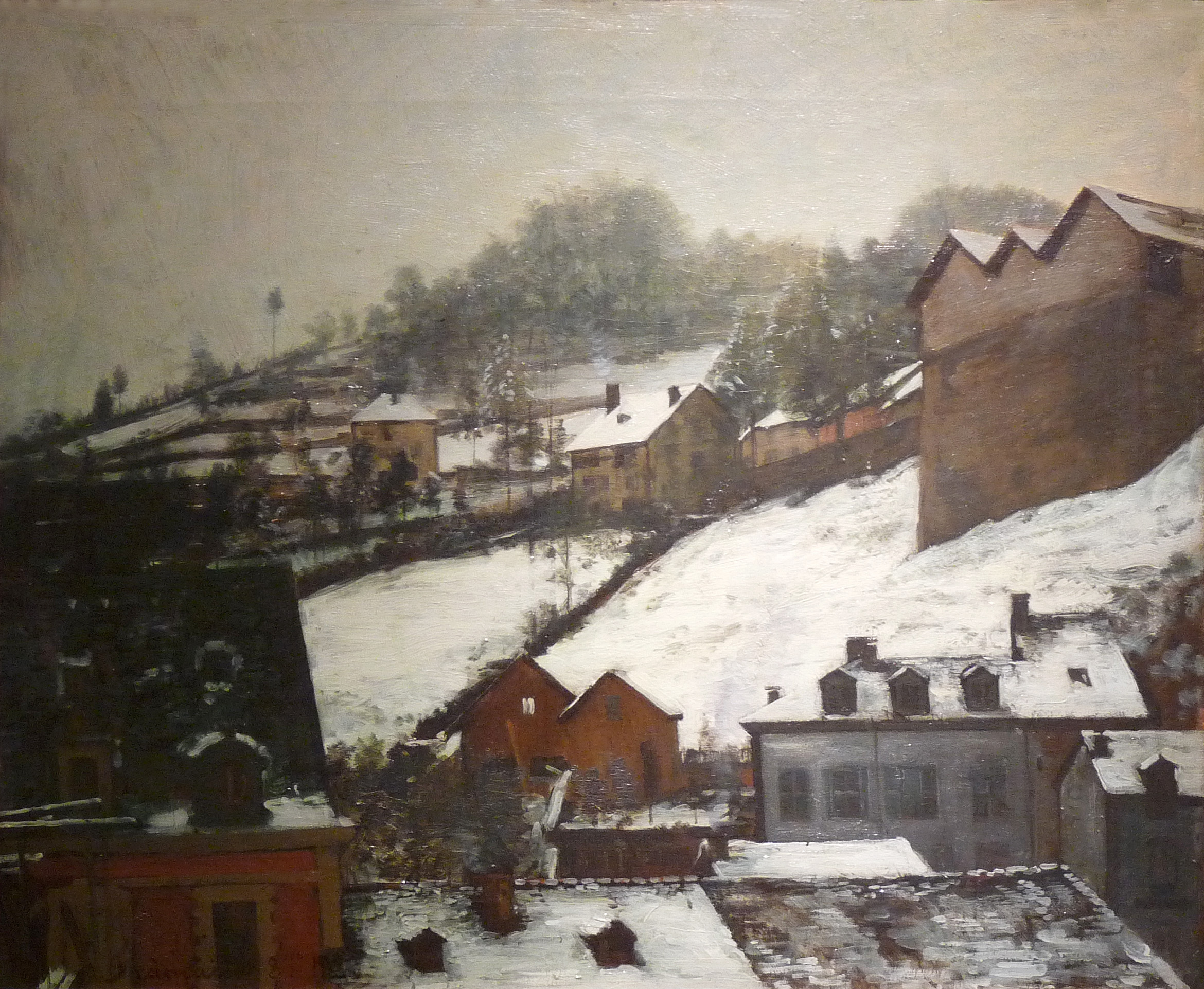
Louis Français, Plombières en octobre 1890
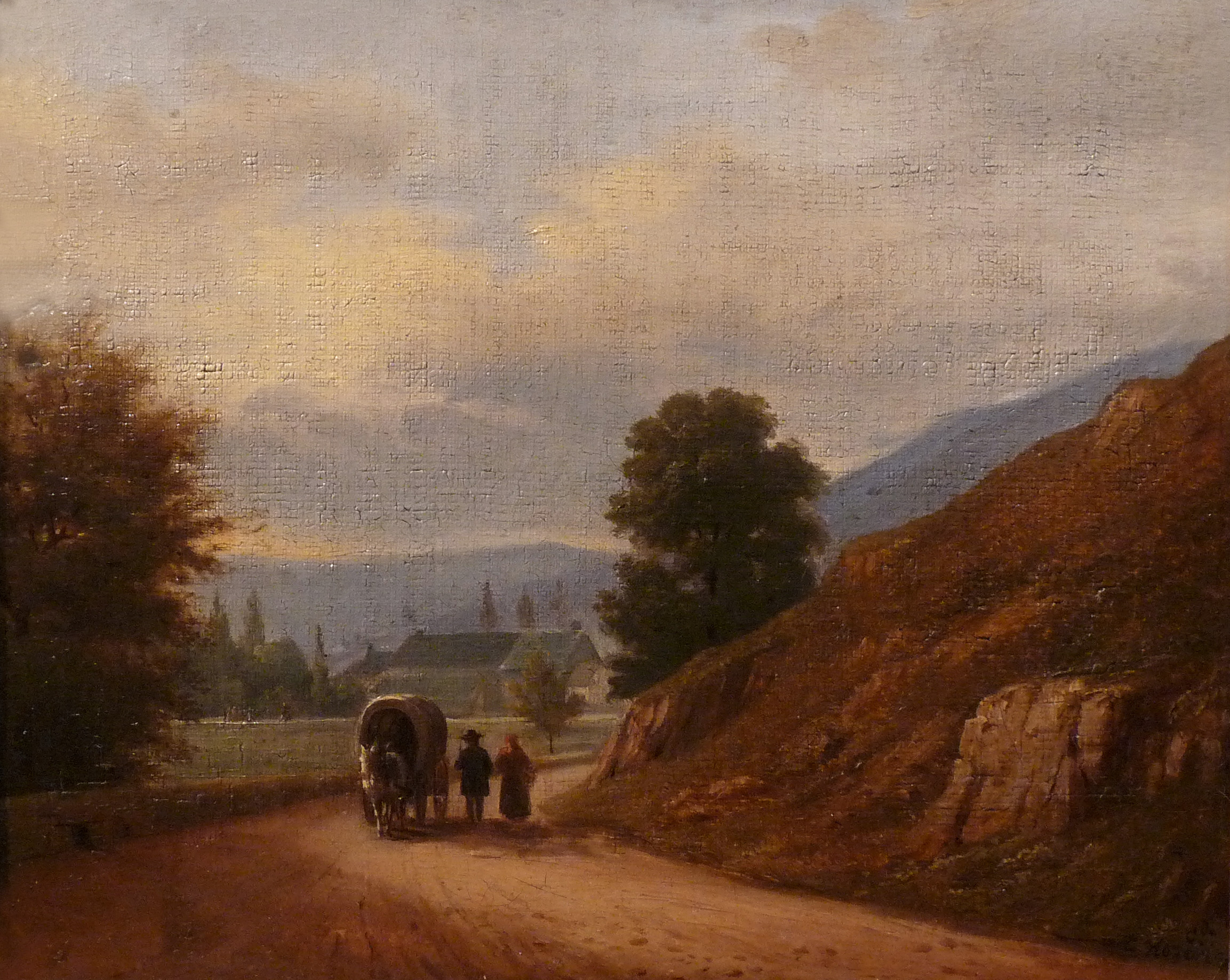
Claude Nozerine, La Diligence
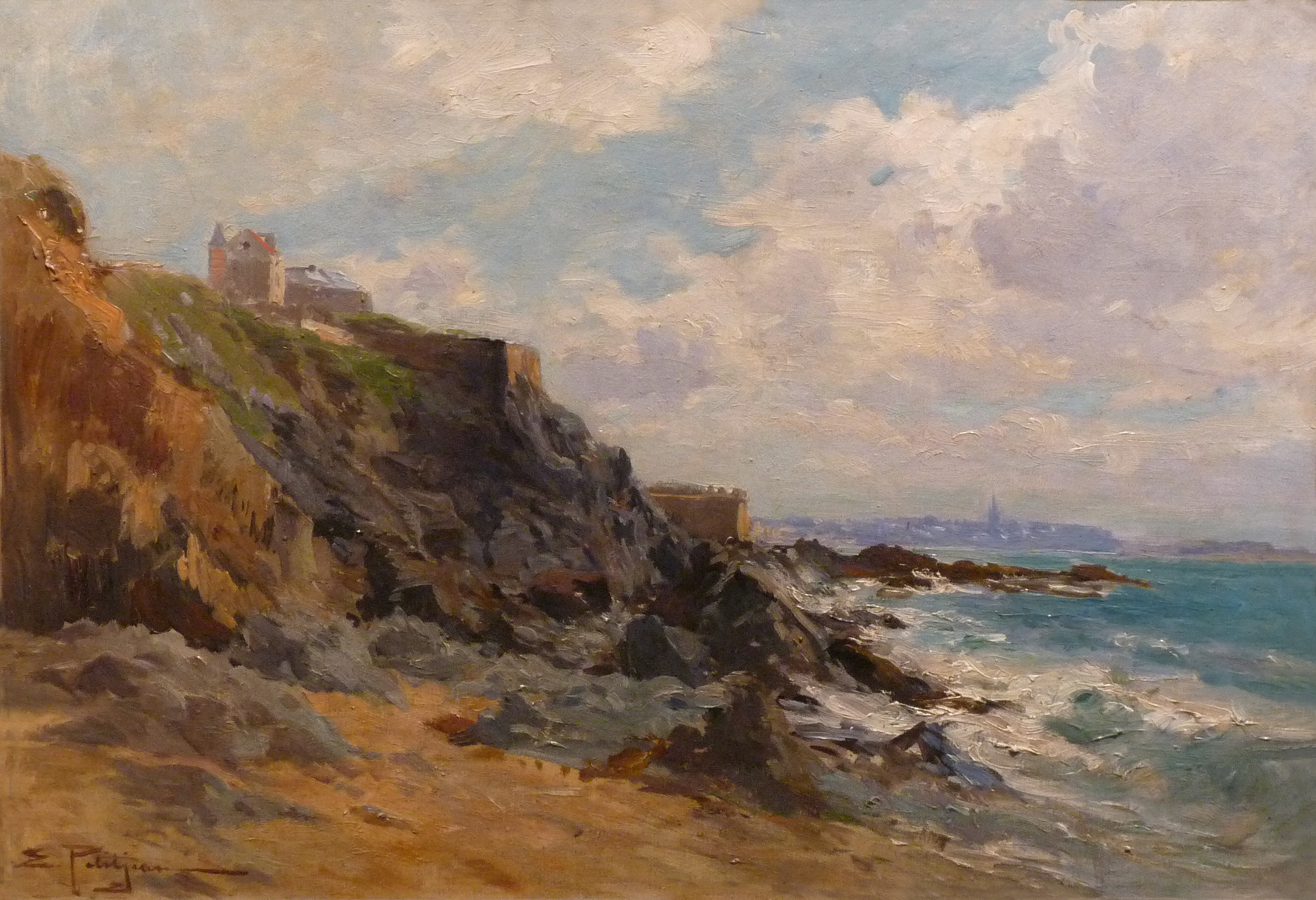
Edmond Petitjean, Les Roches de Rochebonne près de Saint-Malo

### Arts du feu

#### Verrerie d'art

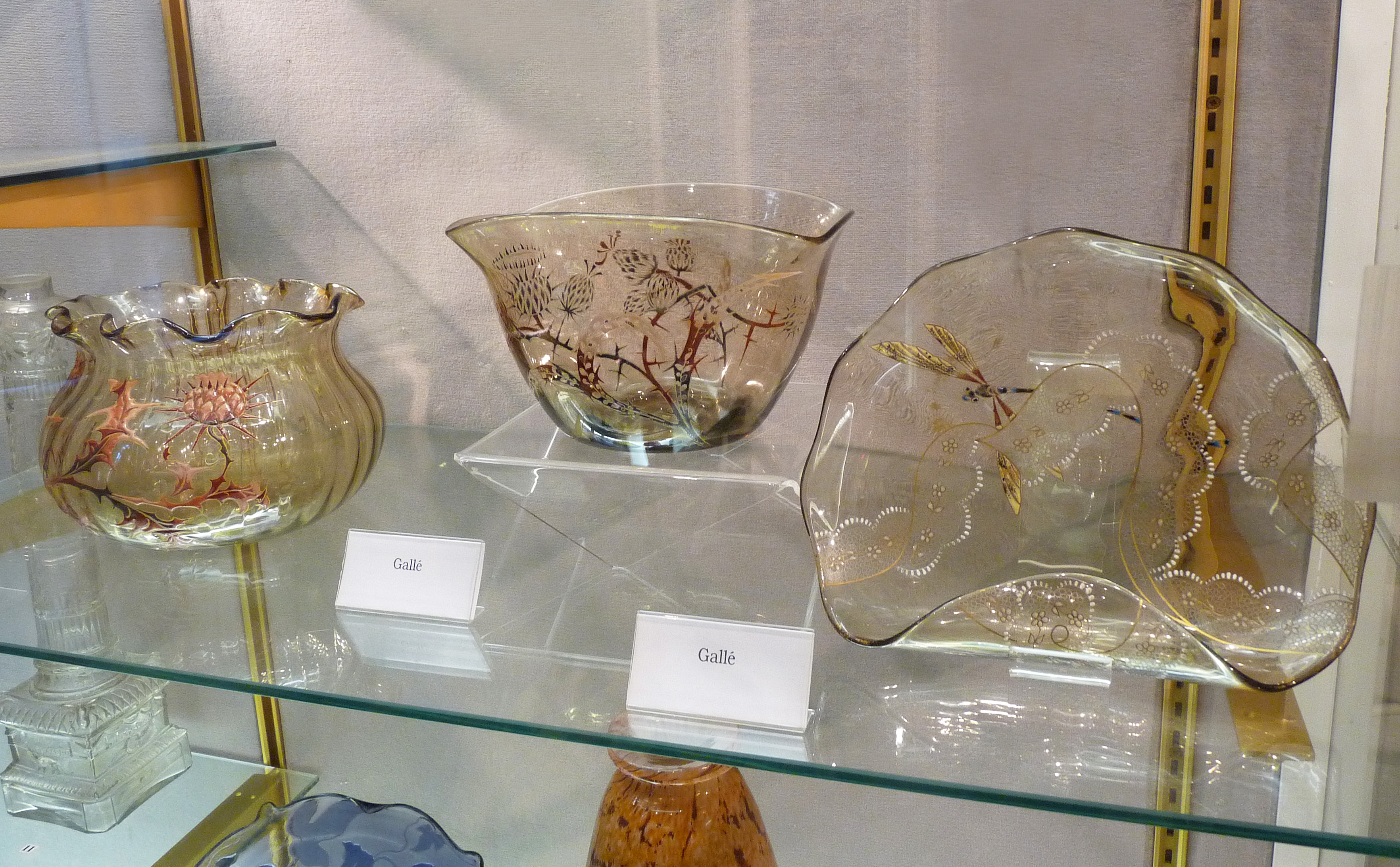
Verreries d'Émile Gallé
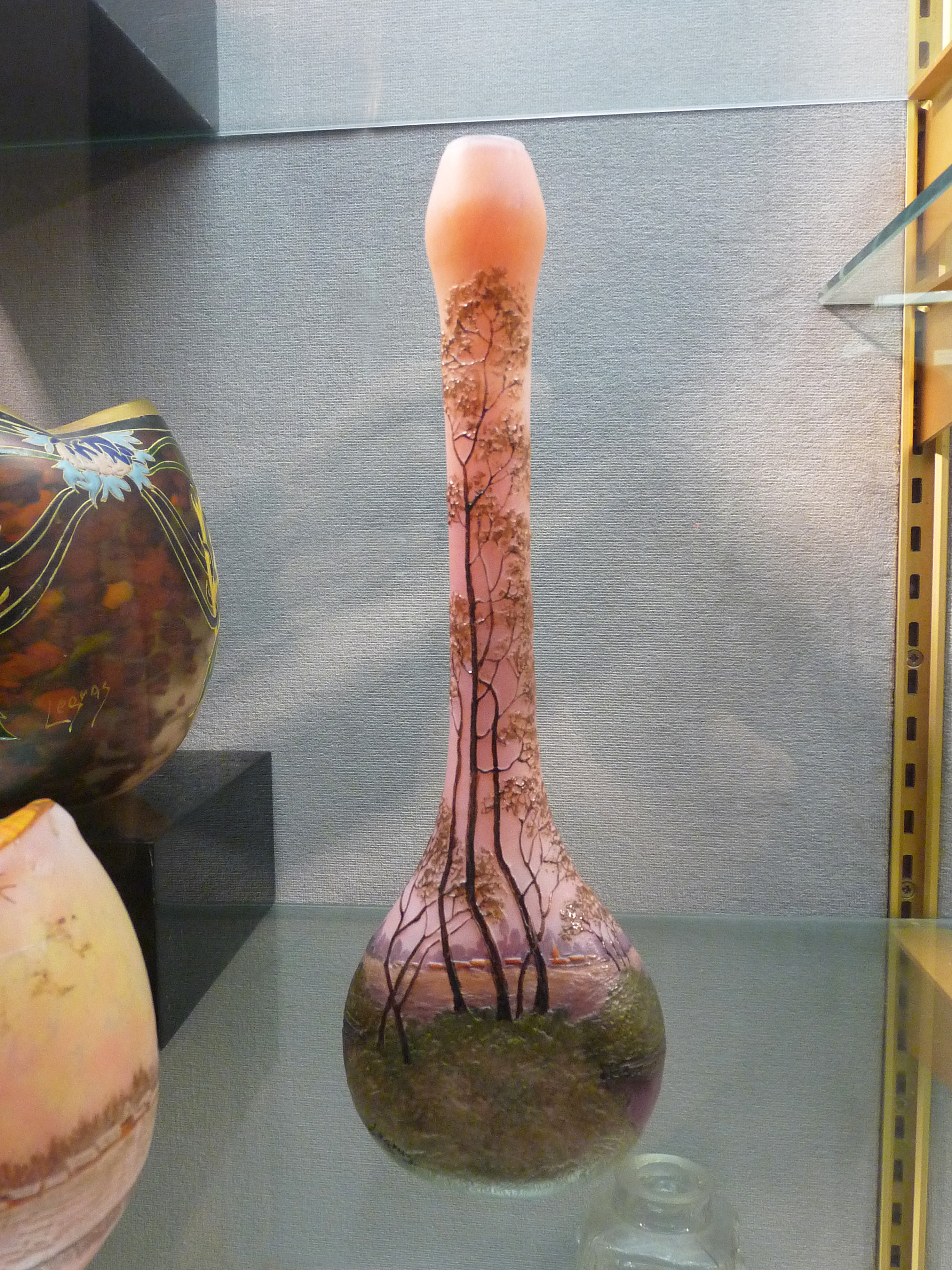
François-Théodore Legras, vase-paysage

#### Céramique
Les arts du feu lorrains sont bien présents également avec les faïences d'Émile Gallé, celles d'Auguste Majorelle, et les grès flammés réalisés par Alphonse Cytère à Rambervillers. Mais aux côtés des productions régionales de la faïencerie de Lunéville-Saint-Clément figurent également celles d'autres centres français tels que Rouen, Moulins, Nevers ou Rioz.

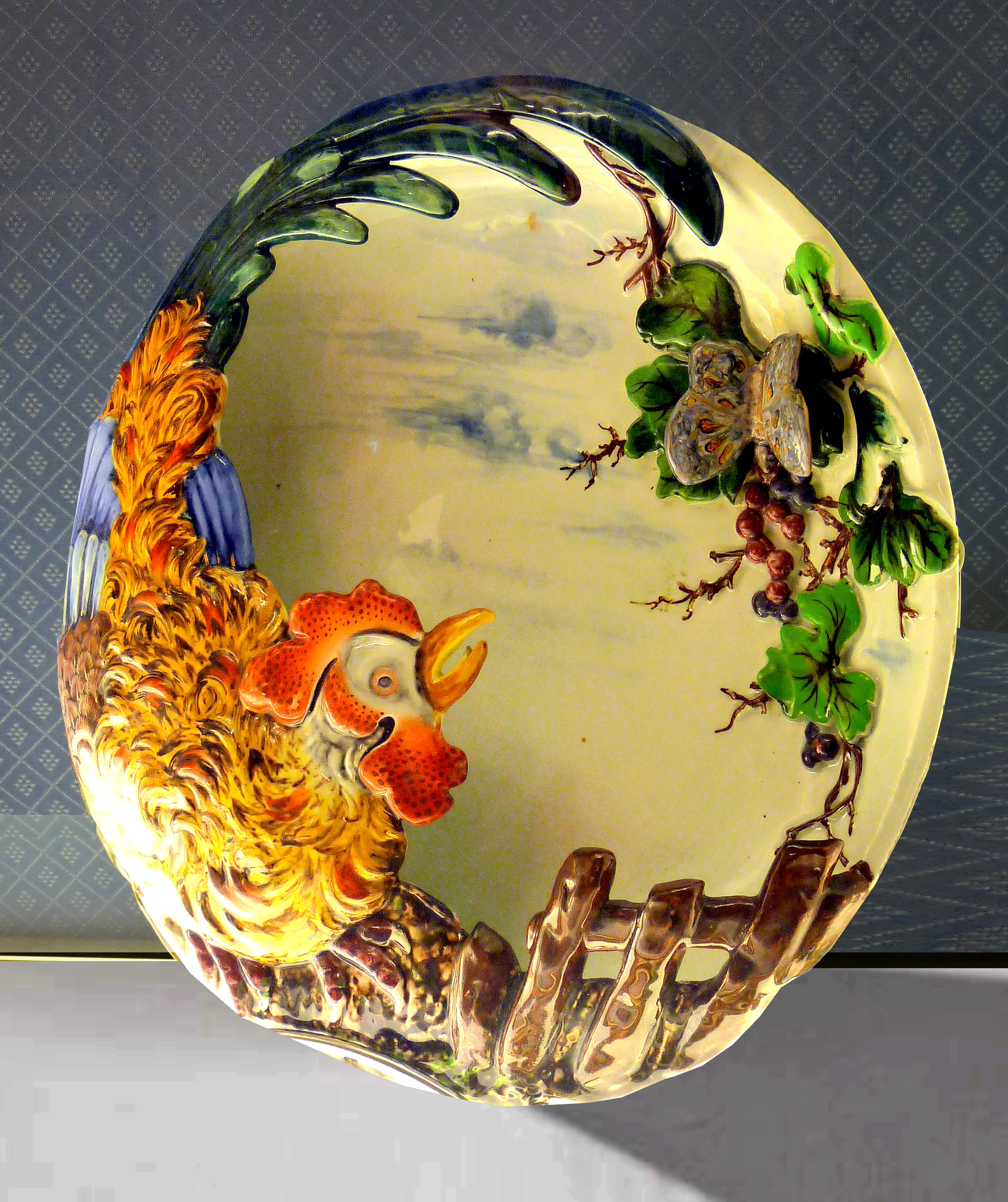
Auguste Majorelle, plat d'ornement en faïence de Lunéville
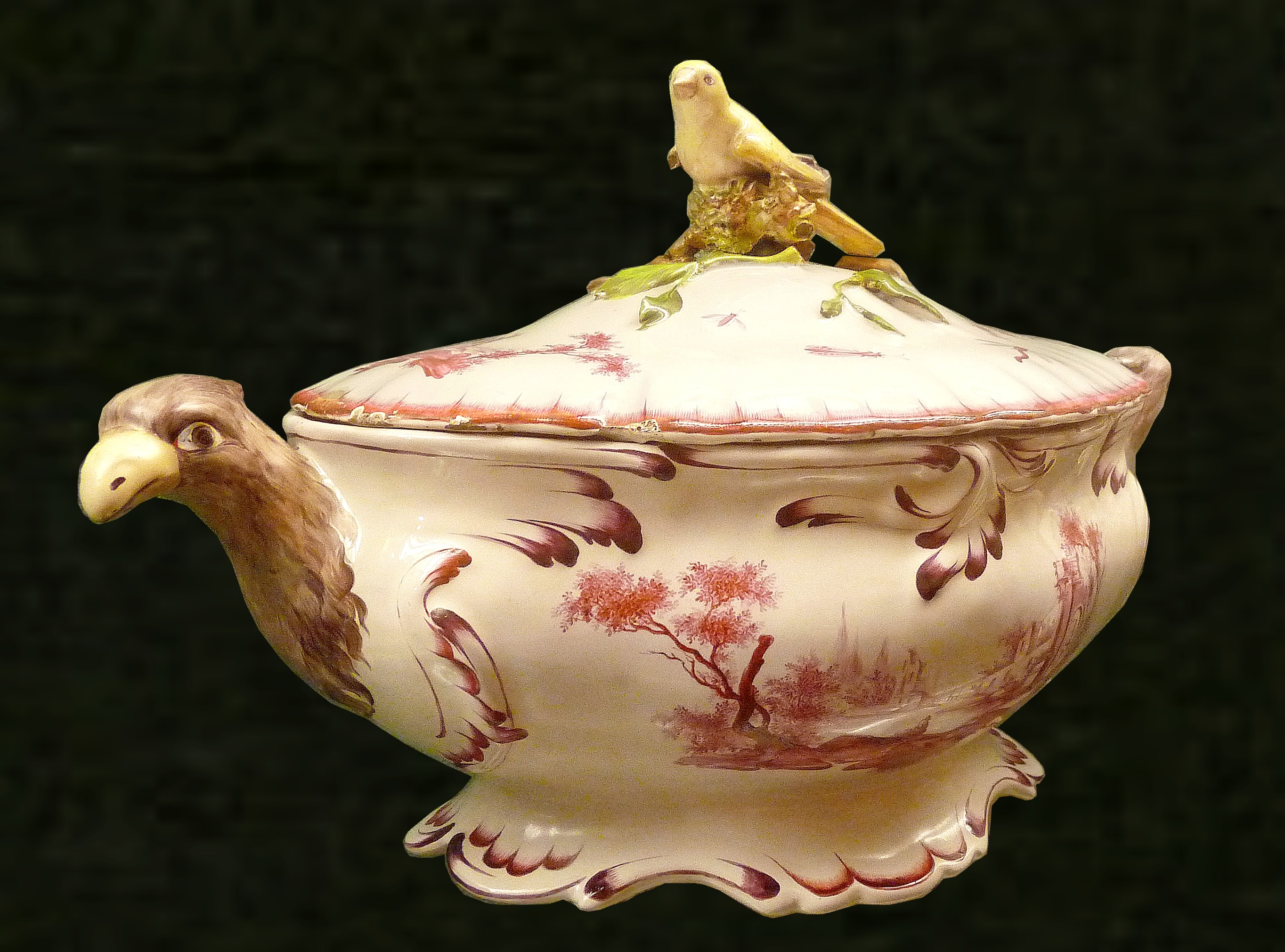
Terrine avec paysage en camaïeu rose et têtes de rapaces en faïence de Niderviller
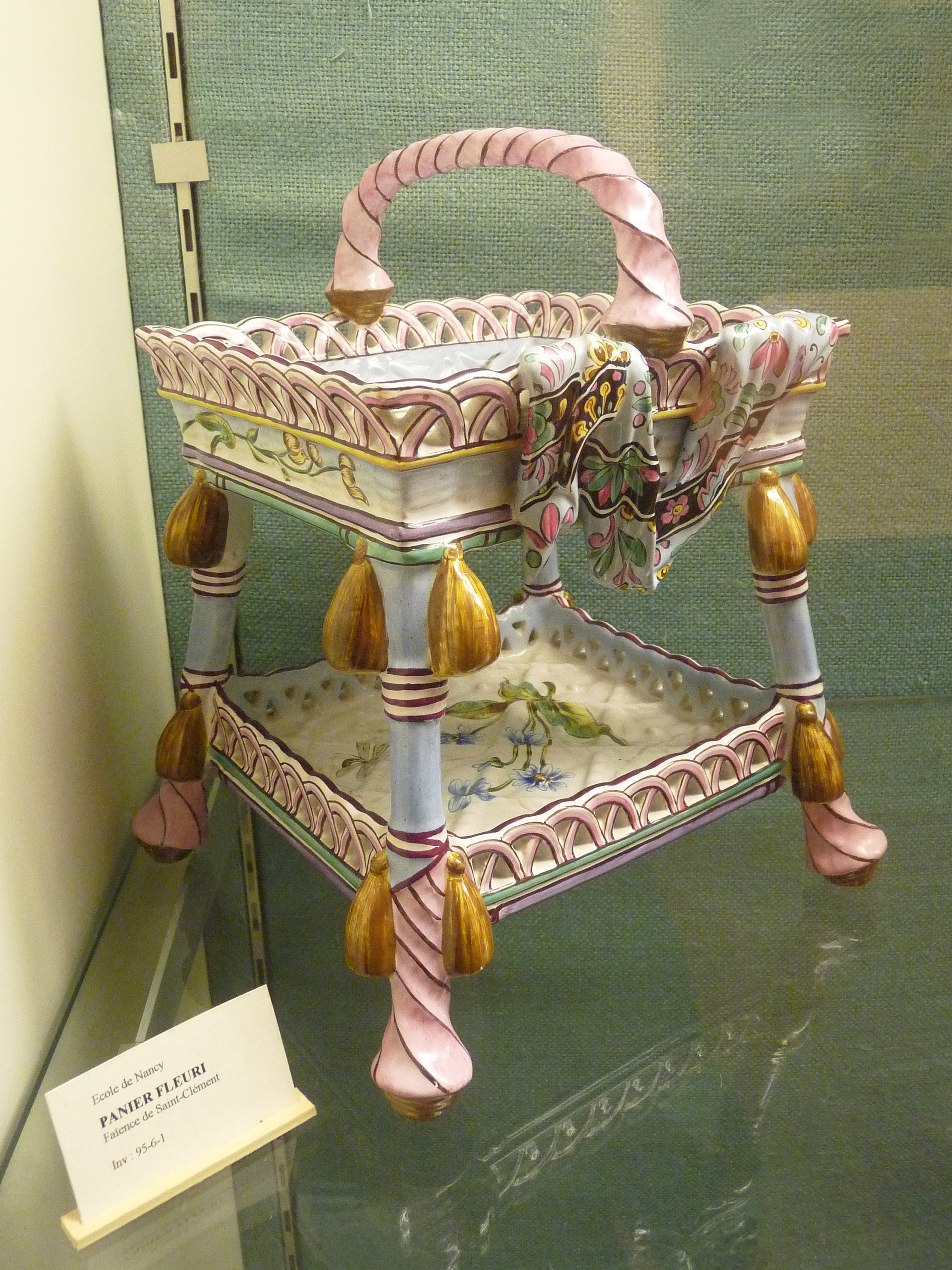
Panier fleuri en faïence de Saint-Clément
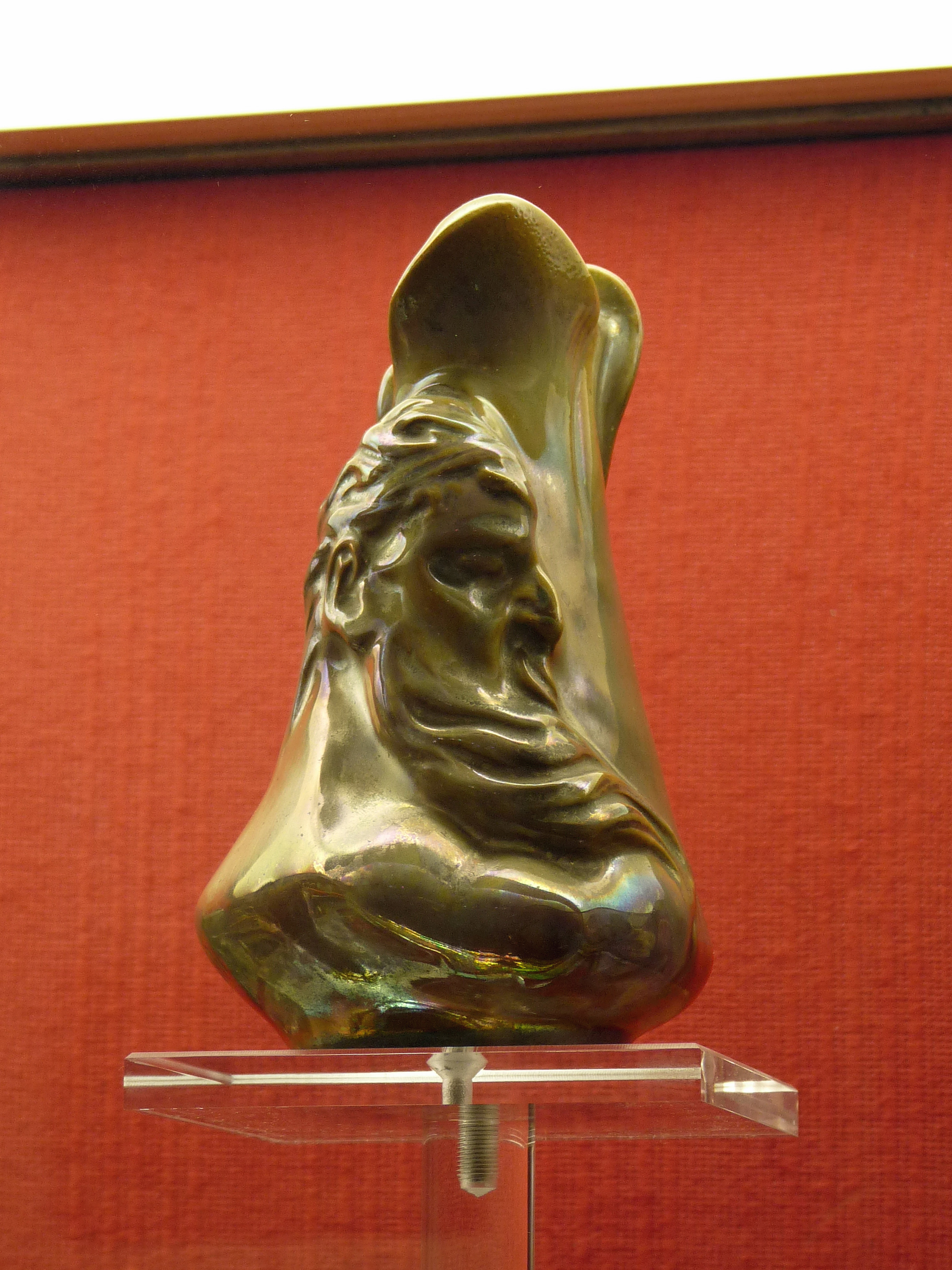
Alphonse Cytère, grès flammé de Rambervillers

#### Fixés et cires habillées

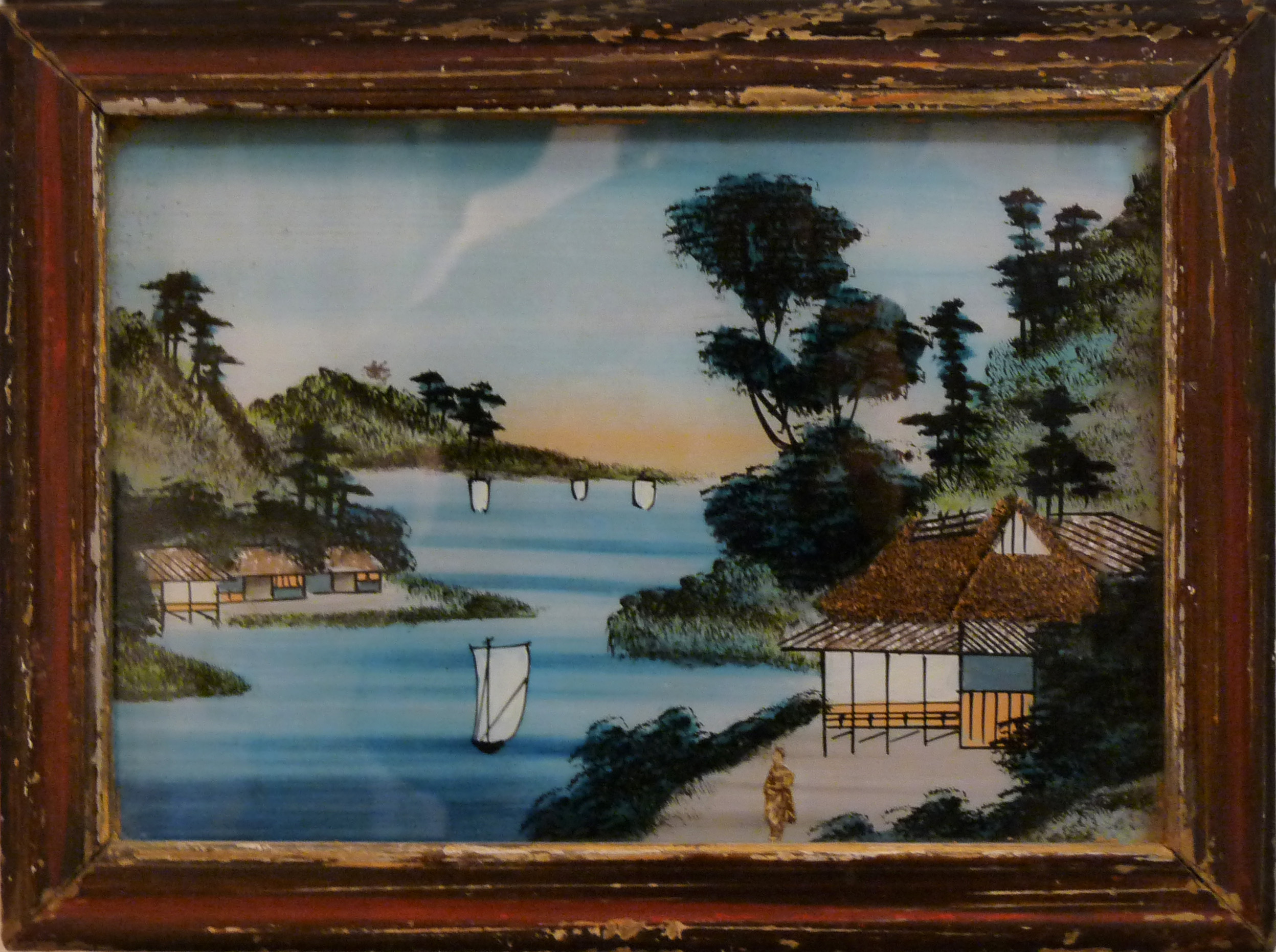
Peinture sous verre (Chine)
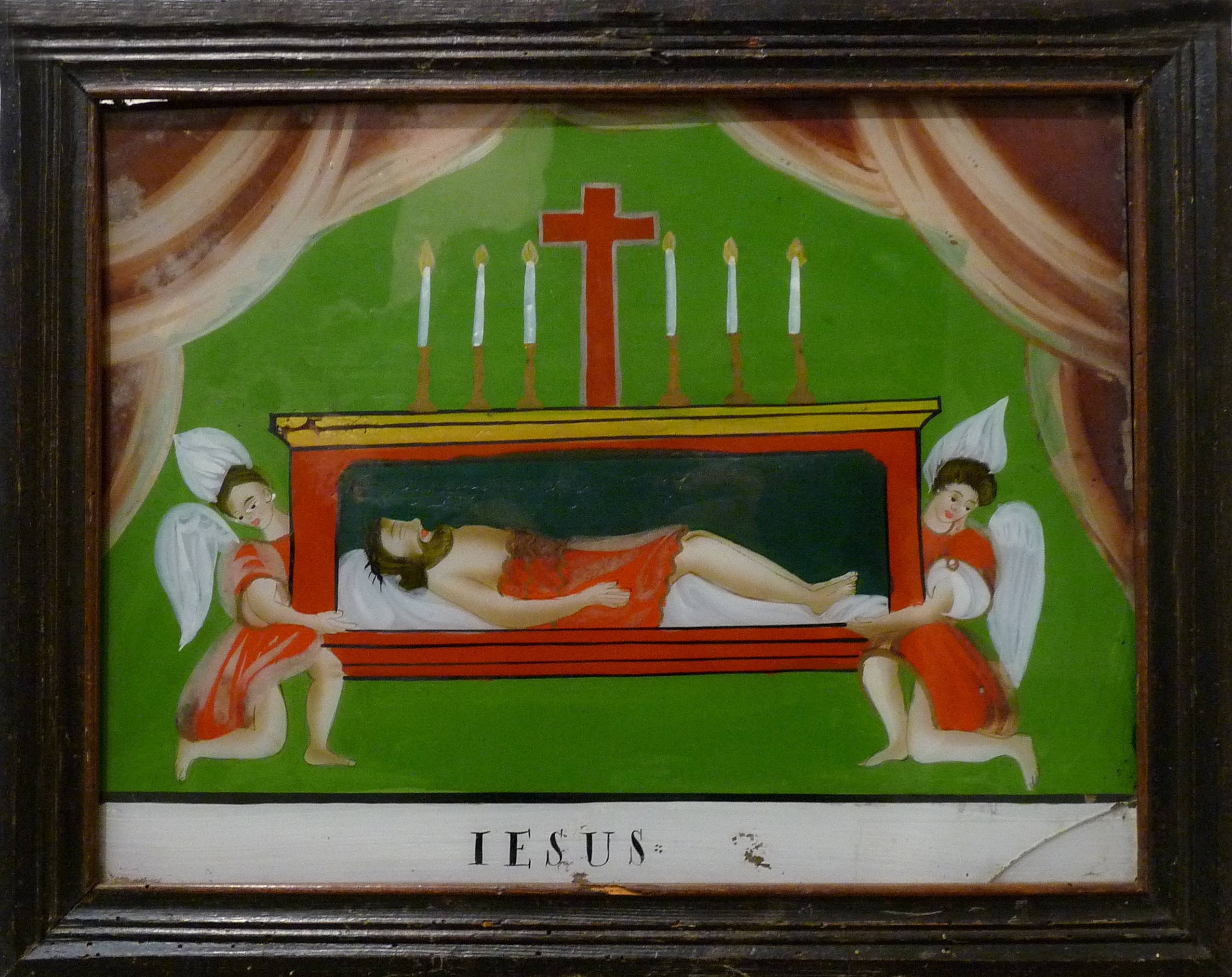
Peinture sous verre (Alsace)
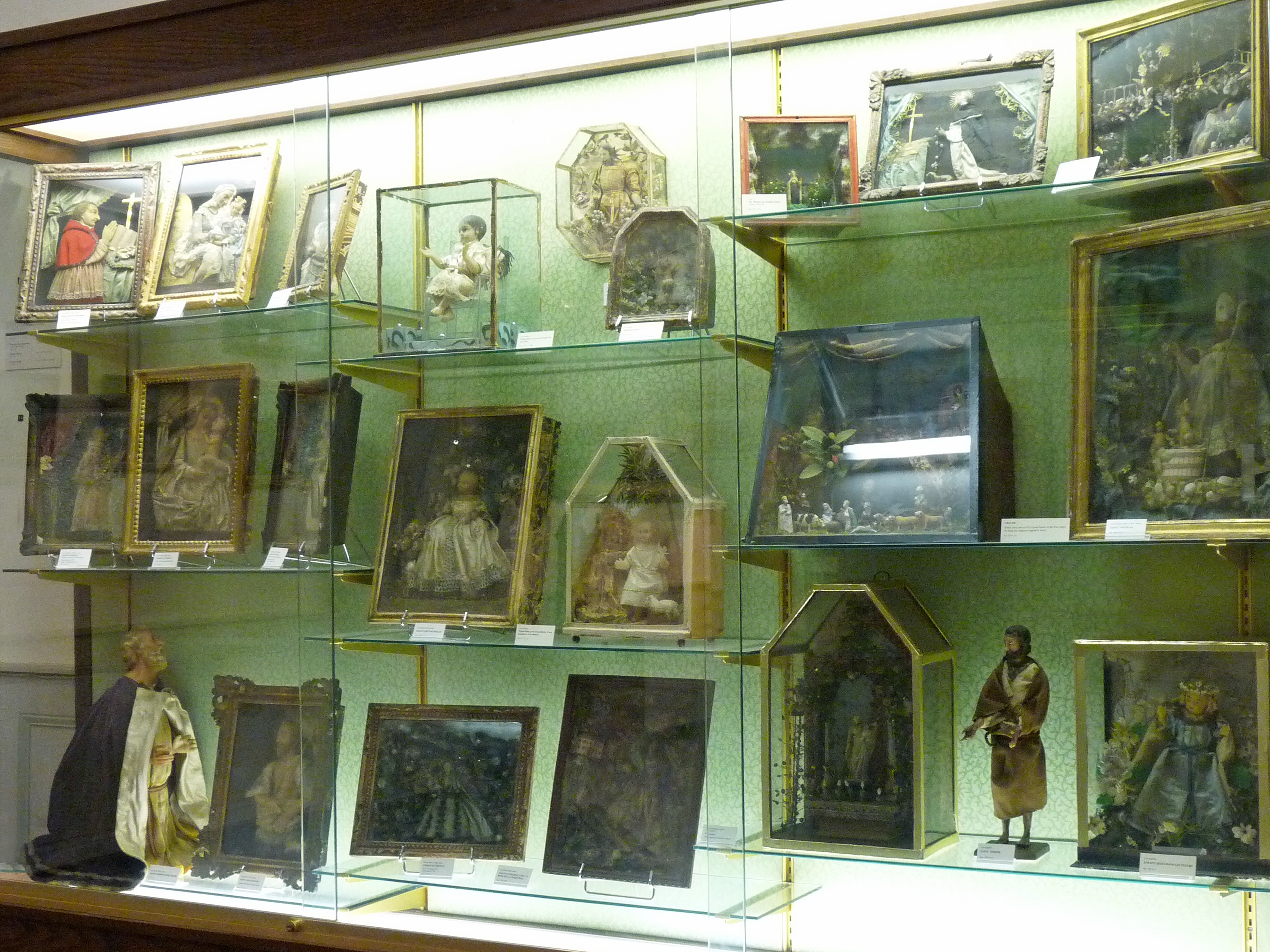
Vitrine de cires habillées nancéiennes
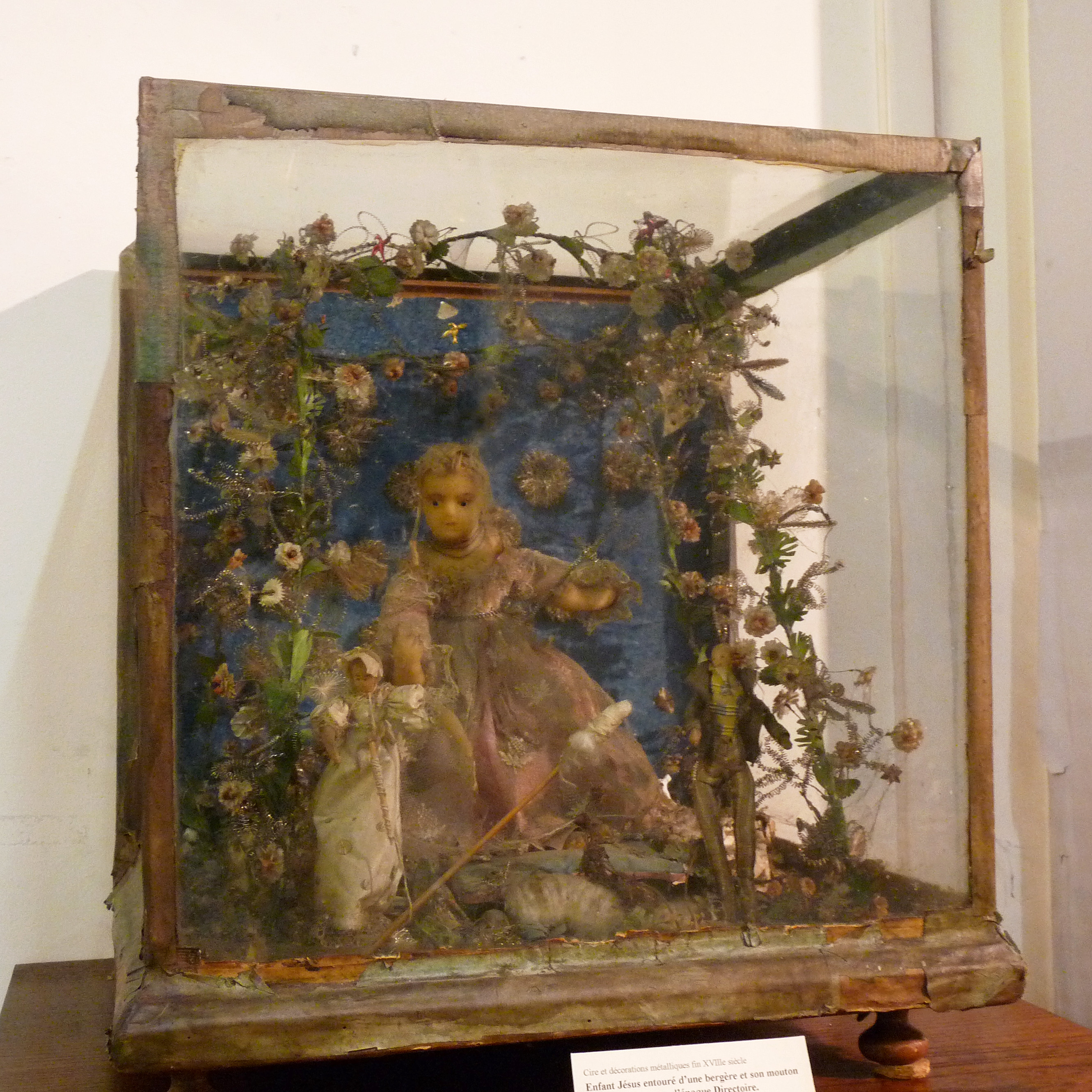
Enfant Jésus entouré d'une bergère (cire habillée de la fin du XVIIIe siècle)

## Ethnographie
La vie quotidienne locale est évoquée à travers deux salles qui reconstituent une chambre à coucher et une cuisine vosgiennes du XIXe siècle. Plusieurs objets caractéristiques du terroir sont ainsi présentés, par exemple une épinette dite de Remiremont – l'une des variantes de l'épinette des Vosges –, un instrument populaire de la famille des cithares, ou une « blaude », la blouse de fête du paysan vosgien, à manches longues, souvent bleue.

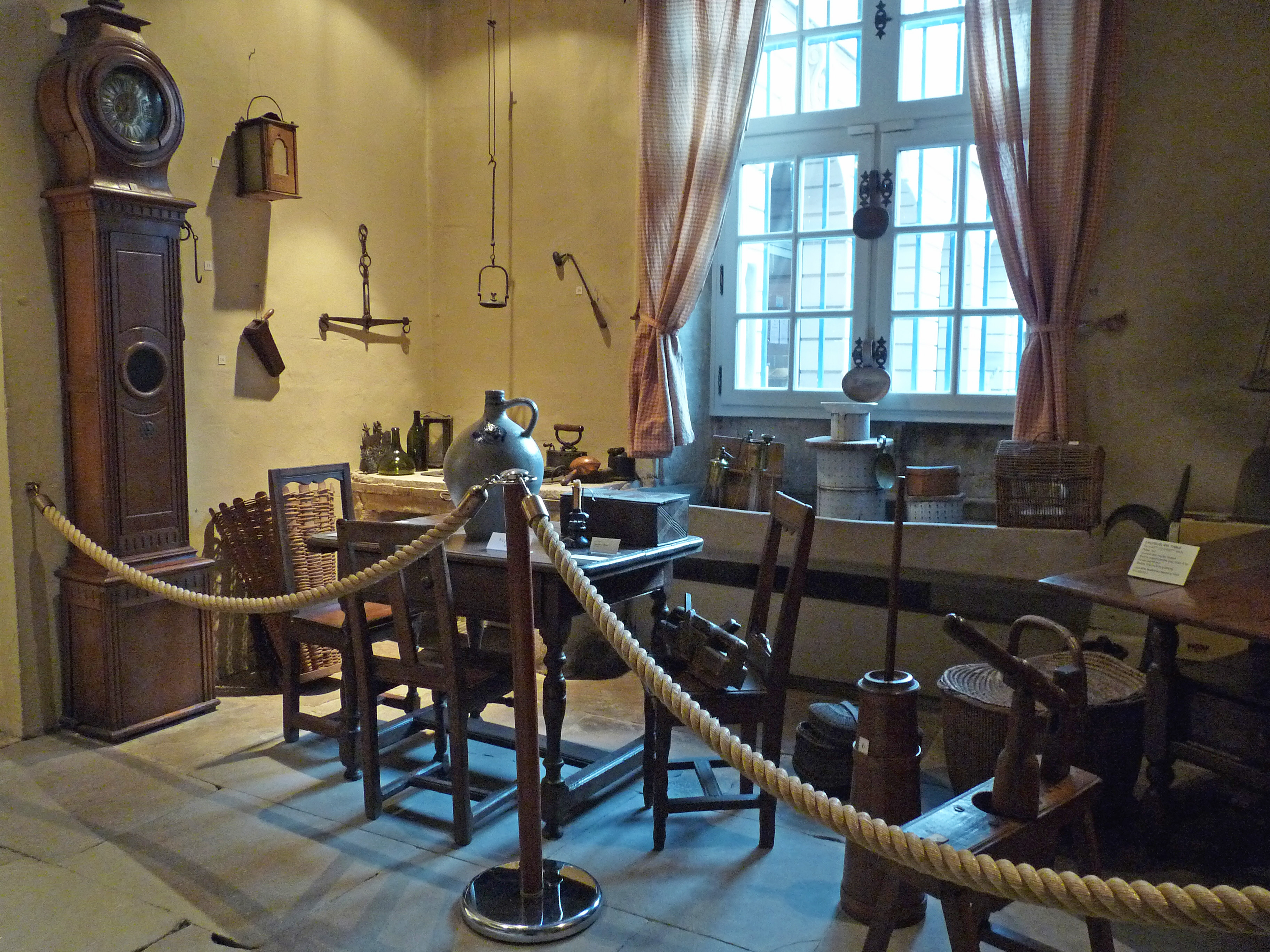
Objets de la vie quotidienne
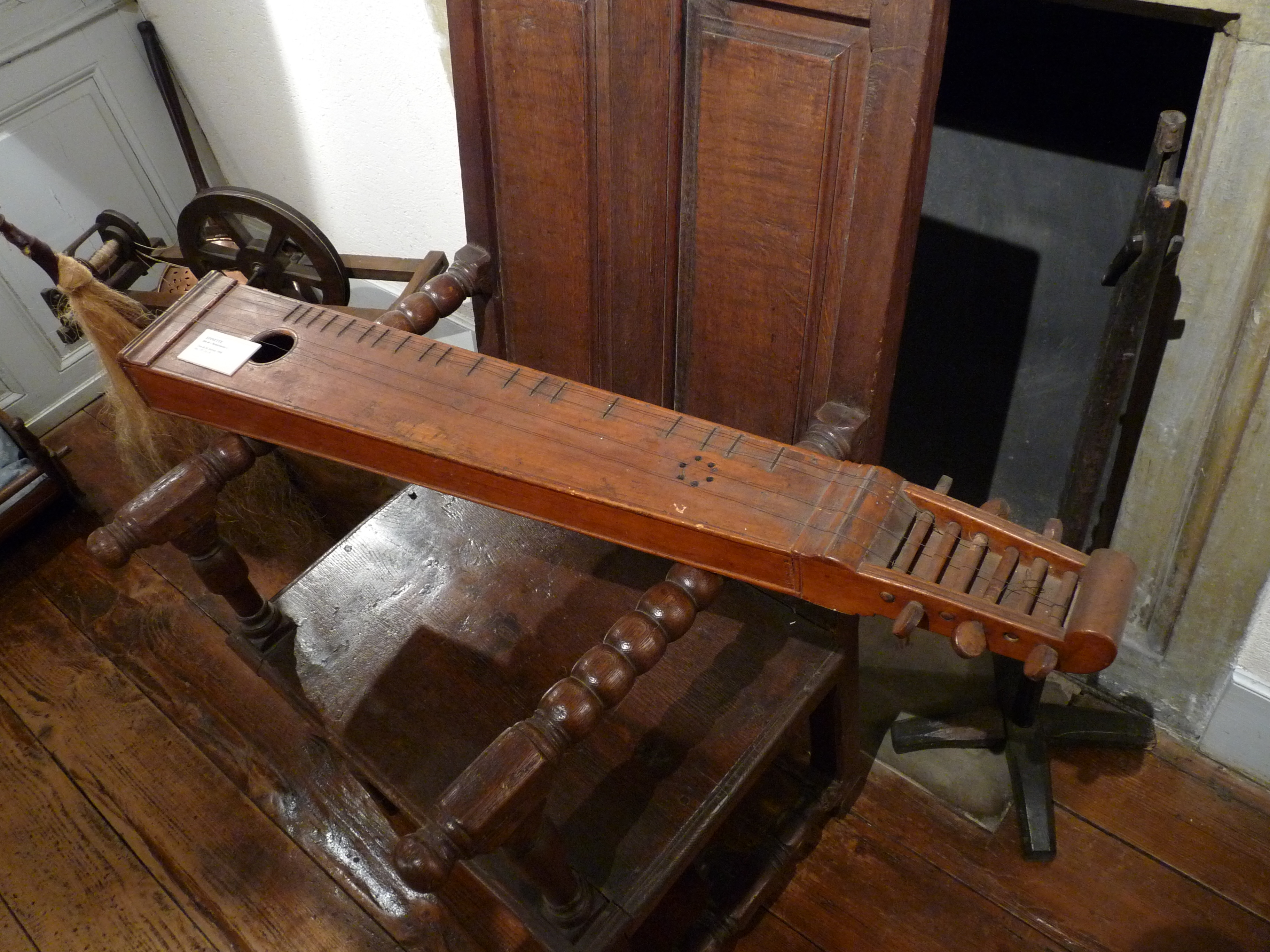
Épinette de Remiremont
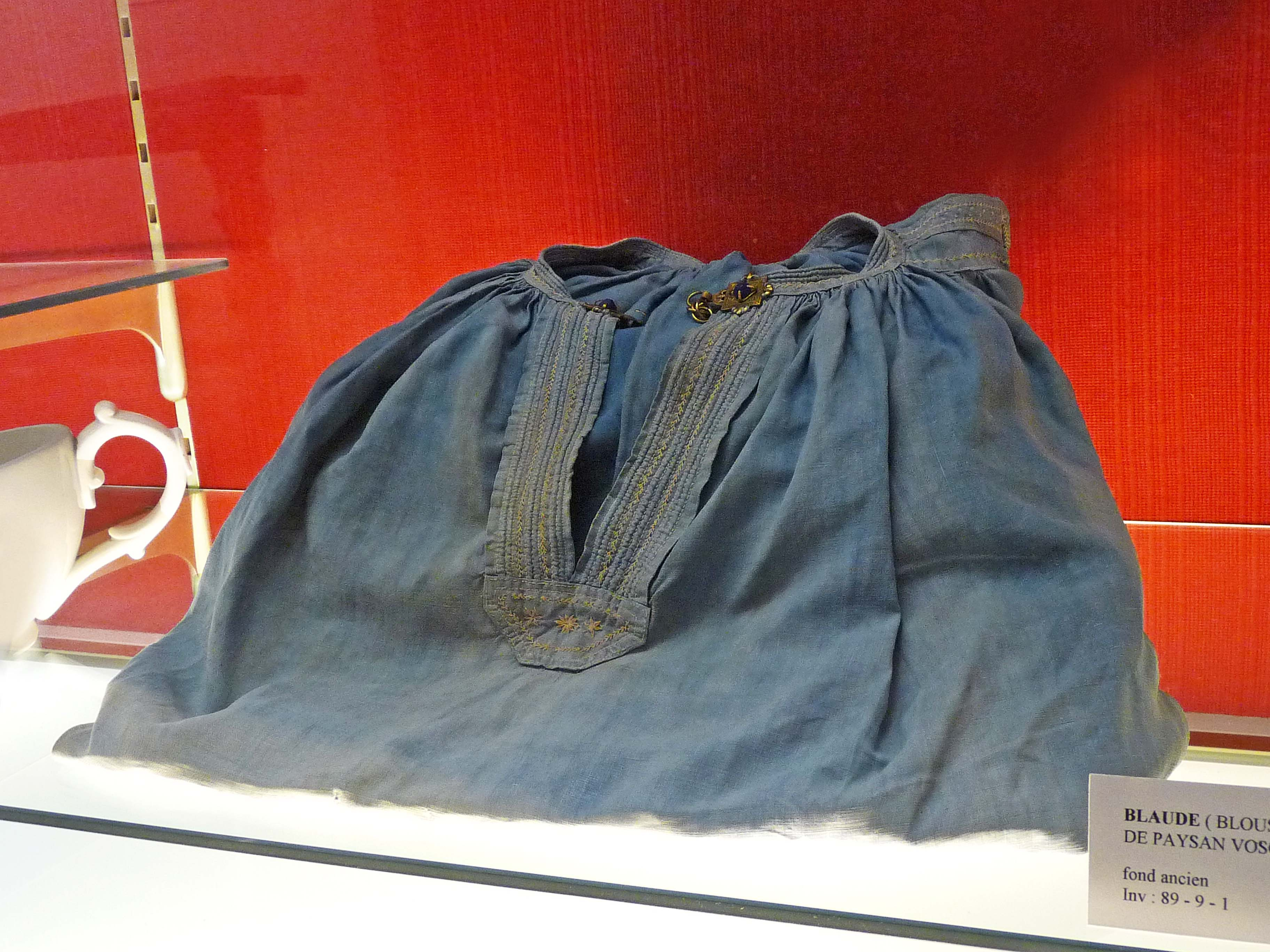
Blaude de paysan vosgien

## Expositions temporaires
En 2011, en collaboration avec le musée Charles-Friry, le musée Charles-de-Bruyères a présenté une exposition rétrospective consacrée au peintre romarimontain Pierre Waidmann, petit-fils de Charles Friry.
Du 30 mai au 16 septembre 2012, le musée expose la collection de Léon Werth   (Remiremont 1878-Paris 1955), critique d'art et ami des artistes Albert Marquet, Félix Vallotton, Pierre Bonnard (arts graphiques), Paul Signac (aquarelles), sans oublier Saint-Exupéry (courriers et dessins). Ainsi que des œuvres de Maurice de Vlaminck (peinture), Chana Orloff (sculpture), Francis Jourdain, Ker-Xavier Roussel, Toulouse-Lautrec (lithographies), Jacqueline Marval (peintures), Hokusai (estampe), Hiroshige (estampe)... Cinquante-deux œuvres.
La deuxième partie se déroule aux Archives municipales de Remiremont les mardi, mercredi et jeudi après-midis : courriers, livres dédicacées, écrits. Une vitrine est notamment consacrée à ses liens avec Saint-Exupéry.